# Nereis vexillosa
Nereis vexillosa är en ringmaskart som beskrevs av Grube 1851. Nereis vexillosa ingår i släktet Nereis och familjen Nereididae. Inga underarter finns listade i Catalogue of Life.

## Bildgalleri

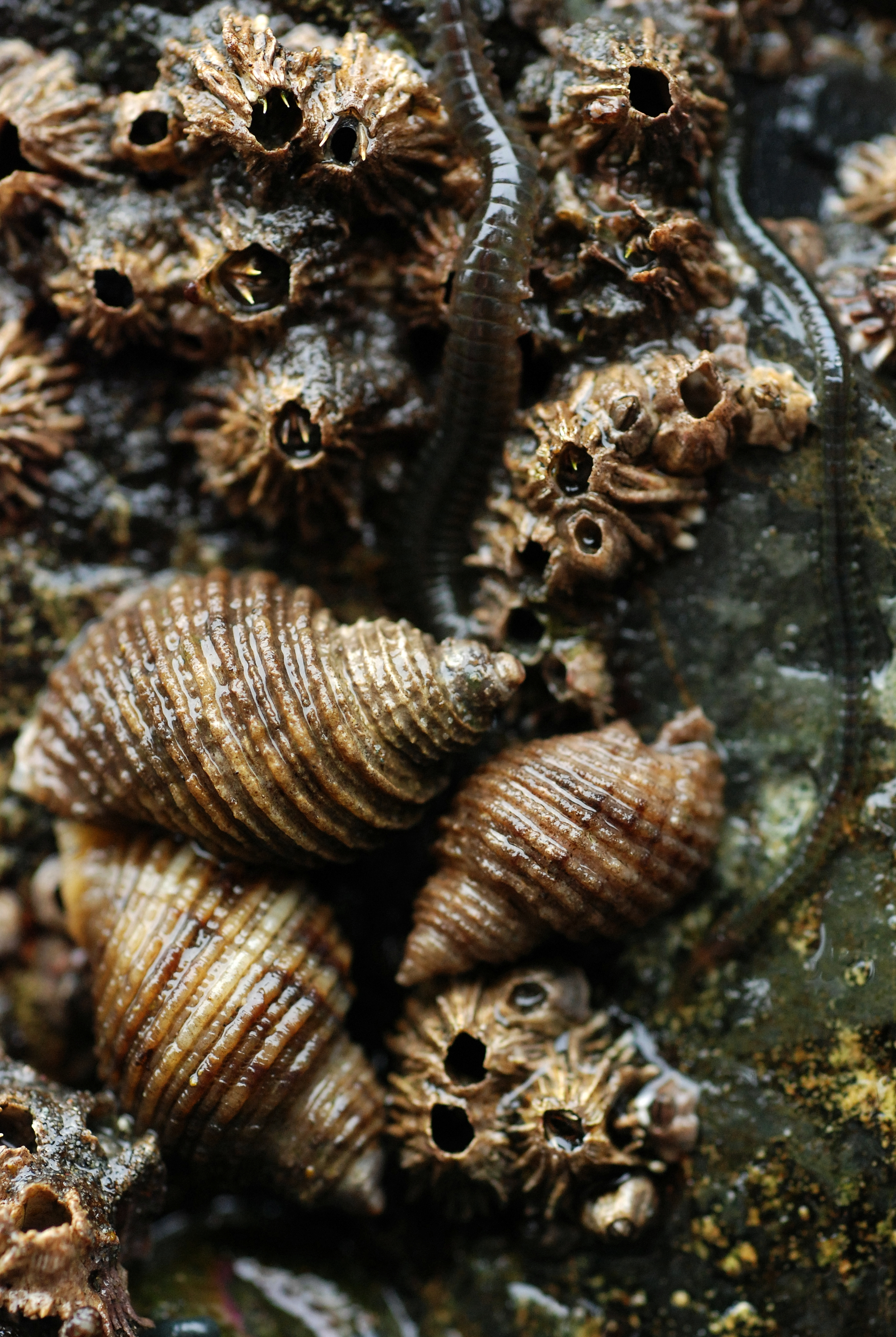